# Ernst Ulrich von Weizsäcker
Ernst Ulrich von Weizsäcker (Zúrich, Suiza, 25 de junio de 1939) es un científico y político alemán, miembro de la aristócrata familia Weizsäcker y receptor de varios premios científicos. Fue diputado en el Bundestag y actualmente preside el Club de Roma junto con Anders Wijkman.

## Familia
Ernst Urlich es hijo del físico y filósofo Carl Friedrich von Weizsäcker y sobrino del expresidente de Alemania, Richard von Weizsäcker. Está casado con la bióloga y activista medioambiental Christine von Weizsäcker, con la que contrajo matrimonio en 1969. El matrimonio tiene cinco hijos, entre ellos el diputado al parlamento europeo Jakob von Weizsäcker.

## Biografía
Weizsäcker creció en Zúrich y más tarde en Gotinga, Baja Sajonia. Cursó la carrera de física en la Universidad de Hamburgo, de la que se graduó en 1968, y se doctoró en biología en la Universidad de Friburgo.
En 1972 fue nombrado catedrático de biología en la Universidad de Essen. En 1975 se convirtió en presidente de la recién fundada Universidad de Kassel, y en 1981 fue contratado por las Naciones Unidas en su sede de Nueva York en calidad de director del Centro para la Ciencia y la Tecnología.
De 1984 a 1991 dirigió el Instituto Europeo de Política Medioambiental en Bonn, y en 1991 se convirtió en presidente fundador del Instituto Wuppertal, que poco después se establecería como un importante think tank medioambiental.

### Política
En 1998, Weizsäcker fue elegido como diputado al Bundestag por el Partido Socialdemócrata (SPD), siendo reelegido en 2002. Como legislador, dirigió el comité para la globalización y el comité para el medioambiente.

### Reciente
En 2005 Weizsäcker dejó la política para convertirse en decano de la Bren School of Environmental Science & Management de la Universidad de California, en Santa Barbara.
En 2009 volvió a Alemania, donde ejerce en la actualidad como profesor honorífico en la Universidad de Friburgo.

## Autor de libros
Weizsäcker es autor de varios superventas en Alemania, todos escritos y publicados en inglés, que son:
- Earth Politics (1994)
- Factor Four: Doubling Wealth, Halving Resource Use (1995)
- Factor 5 (2009)
- Limits to Privatization (2005)

## Distinciones
Títulos
- Gran Cruz del Mérito de la Orden del Mérito de la República Federal de Alemania (2009)
- Medalla de la Orden del Mérito de Baden-Württemberg (2012)
- Presidente honorario del Consejo para el futuro mundial
- Doctor honoris de la Universidad de Sōka

Premios
- 2001: Takeda Award
- 2008: Deutscher Umweltpreis[6]
- 2011: Theodor Heuss Prize